# Enrique Semper Bondía
Enrique Semper Bondía (Valencia, siglos XIX-XX) fue un arquitecto español que trabajó en distintos proyectos arquitectónicos y urbanísticos, alcanzando el cargo de arquitecto municipal de su ciudad natal. 

## Biografía y obras
En el Archivo Histórico Nacional se conserva su matrícula de la Universidad Central, en donde consta que fue alumno de la Escuela de Arquitectura de la Facultad de Ciencias de esta institución en el periodo 1864-1867. Según Ana Sebastià Alberola, consta que estuvo matriculado entre 1869 y 1870 en la Escuela de Arquitectura de la Real Academia de Bellas Artes de San Carlos de Valencia, donde fue condiscípulo de Joaquín María Arnau Miramón. Al suprimirse en Valencia la enseñanza de arquitectura (1871) los aspirantes valencianos a arquitectos se vieron obligados a proseguir su formación en Madrid. Ese mismo año de 1871 fue comisionado oficialmente para proyectar el "Circo Gallístico" que existió en la calle Maldonado de la ciudad del Turia, trasladándose después a Madrid, donde obtuvo el título de arquitecto (1876). En 1882 fue nombrado arquitecto municipal de Gestalgar por acuerdo de aquel ayuntamiento.
El ayuntamiento de Catarroja le encargó un proyecto para la construcción de un nuevo cementerio, que concluyó en 1883, y, ejecutadas las obras, dicho cementerio fue inaugurado en 1889. Su estilo predominante es neogótico, si bien presenta algunos elementos modernistas, de arquitectura ecléctica, e incluso cubistas. De hecho, se trata de uno de los cementerios más destacados del ámbito valenciano.
En 1894 construyó un edificio para viviendas de alquiler en el Camino Nuevo del Grao de Valencia, actual avenida del Puerto. En 1900 alcanzó el cargo de arquitecto municipal de Valencia. Al año siguiente proyectó un edificio, donde residiría él mismo con su familia, situado en la calle de la Paz, esquina con la calle Comedias. Se le ha atribuido la construcción del Teatro Apolo de Valencia, edificio inaugurado en 1876 y ubicado en la calle don Juan de Austria, el cual fue derribado en 1969 para levantar un conocido centro comercial.